# Протистояння планети

Протистояння планети або Опозиція планети відповідає моменту розташування Сонця, Землі та планети сонячної системи. Екліптичні довготи планети та Сонця відрізняються на 180°, при цьому Земля знаходиться між Сонцем та даною планетою. У цей час для земного спостерігача зазначена планета перебуває у протилежному напрямку від Сонця, тобто знаходиться в «опозиції» до нього.  
Момент протистояння планети позначають символом ☍ (Юнікод #x260d), або при написанні від руки як .
У протистоянні найліпші умови для спостереження планет.
Протилежним випадком до протистояння планети є момент її сполучення, коли Сонце й планета мають однакову екліптичну довготу.

## Причина
Момент протистояння виникає внаслідок орбітального руху Землі та планет сонячної системи навколо центральної зорі — Сонця. Тому в стані опозиції можуть перебувати лише планети, радіуси орбіт яких більші за 1 астрономічну одиницю, що відповідає радіусу орбіти Землі. До цієї групи належать Марс, Юпітер, Сатурн, Нептун та Уран. Внаслідок еліптичності орбіт планет і Землі віддалі між ними під час різних протистоянь періодично змінюються; найменшим відстаням відповідають великі протистояння планети.

## Приклади планет
Наприклад, у Марса великі протистояння повторюються через кожні 15—17 років. 
28 жовтня 2011р момент великого протистояння настав для Юпітера. При цьому відстань Земля-Юпітер була найменшою (беручи до уваги параметри орбіт цих двох планет), від чого його яскравість також сягнула найбільшого значення, а видима зоряна величина становила -2m,6.

## Інші об'єкти сонячної системи
Окрім планет момент протистояння можуть мати також й інші об'єкти сонячної системи, такі як малі планети, астероїди чи комети.
Місяць, внаслідок свого орбітального руху навколо Землі перебуває в протистоянні, коли настає фаза повного місяця. Іноді у протистоянні відбувається місячне затемнення.